# Gerendi János

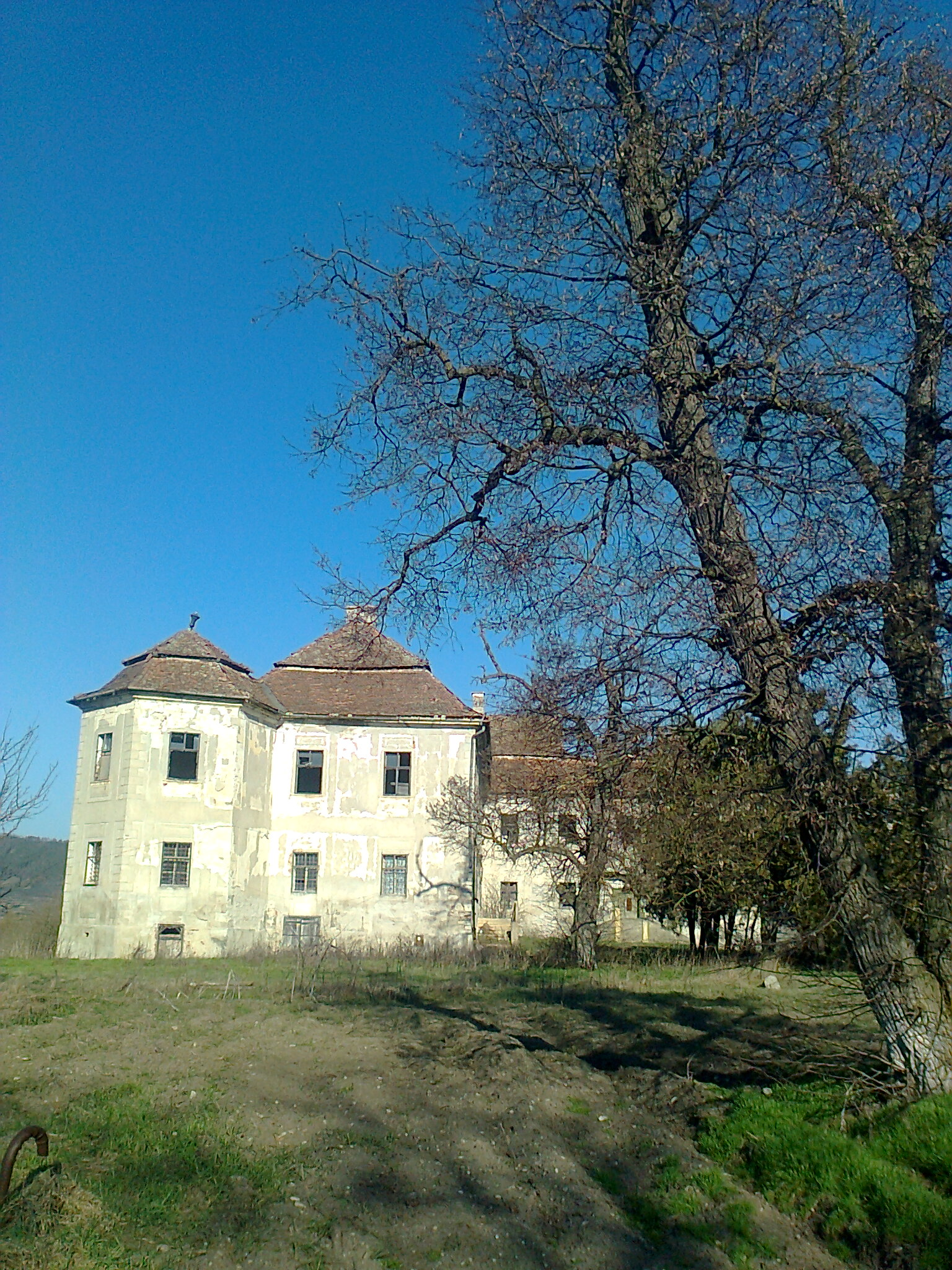
Aranyosgerendi kastély

Gerendi János (? – 1594. augusztus 28. után) erdélyi politikus, radikális teológiai nézeteket vallott. 1570 után "kapcsolatban állt a radikális antitrinitáriusok szinte minden prominens képviselőjével". Követőit, akik a szombatot a pihenés napjának tekintették, de nem tartották be az összes ószövetségi törvényt, "gerendistáknak" nevezték. Az 1580-as évek végétől elfogadta az ateista filozófiát.

## Politikai pályafutása
Gerendi János magyar nemesi család sarja volt. Családi birtokai az Erdélyi Fejedelemségben voltak. 1575-től a padovai egyetemen tanult. 1585-ben a hercegi udvar bírája lett.  Az 1588-as medgyesi országgyűlésen Erdély három nemzetének egyik képviselője volt.  Sürgette az uralkodót, Báthory Zsigmondot, hogy űzze ki a jezsuitákat a fejedelemségből. Báthory, aki Gerendit az ellenzék egyik fő vezetőjének tekintette, elrendelte kolozsvári letartóztatását.

## Radikális reformer
Gerendi udvarházakat tartott Gerenden és Alcinán, ahol menedéket adott korának legradikálisabb teológusainak.Johann Sommer egyik könyvét neki ajánlotta 1571-ben. Jacob Palaeologus, aki tagadta Jézus istenségét, 1574 végétől 1575 nyaráig Alcinában tartózkodott. A szombatos teológus, Bogáti Fazekas Miklós az 1580-as évek elején gyakran meglátogatta őt Gerenden. Meggyőzte Gerendit, hogy nyilvánítsa a szombatot pihenőnappá birtokain, és vezessen be néhány ószövetségi étkezési szabályt (a vér és a megfojtott állatok fogyasztásának tilalma). Evangélikus papok ösztönzésére Kerc parasztjai 1585-ben meggyilkolták Gerendi unokaöccsét, aki vasárnaponként népszerűsítette a munkát.
Bár egy jezsuita szerzetes, Szántó István neki tulajdonította a szombatosság bevezetését Erdélyben, Gerendi valójában nem tartotta be az összes ószövetségi törvényt. Követőit 1600 körül Erdélyben "gerendistáknak" nevezték. A vezető unitárius teológus, Giorgio Biandrata vizsgálatot folytatott Gerendi birtokain, ami 1582-ben Fazekas Bogátit menekülésre kényszerítette a fejedelemségből. Christian Francken szabadgondolkodó, aki először látogatta meg őt Alcinában 1584-ben, meggyőzte Gerendit, hogy az ószövetségi törvényeknek való engedelmesség szükségtelen. Francken hatására Gerendi élete utolsó éveiben elfogadta filozófiai ateizmusát.

## Család
Gerendi első felesége, a somkeréki Erdélyi Kata közeli rokonságban állt előkelő erdélyi családokkal. Halála után Gerendi feleségül vette Rákóczi Magdolnát, akinek bátyja, Zsigmond nagy birtokokkal rendelkezett a királyi Magyarországon. Rákóczi Gerendi lányát első feleségétől, Annától vette feleségül 1582-ben. Rákóczit 1607-ben Erdély fejedelmévé választották.

## Fordítás
Ez a szócikk részben vagy egészben  a   János Gerendi című angol Wikipédia-szócikk ezen változatának fordításán alapul.  Az eredeti cikk szerkesztőit annak laptörténete sorolja fel. Ez a jelzés csupán a megfogalmazás eredetét és a szerzői jogokat jelzi, nem szolgál a cikkben szereplő információk forrásmegjelöléseként.